# Pé Rachado
Sebastião Eduardo do Amaral (Baependi, 21 de janeiro de 1913 — São Paulo, 9 de novembro de 1990), também conhecido como Pé Rachado, foi um famoso sambista de São Paulo, presidente da Vai-Vai e da Barroca Zona Sul, tendo sido fundador desta última.

## Biografia
Nascido em Baependi (ou Varginha), Minas Gerais, com apenas 18 anos foi para São Paulo em busca de dias melhores para trabalhar no ofício de pedreiro nas grandes construtoras. Em Varginha aos 14 anos já organizava um bloco chamado "Voz do Morro"; ao chegar a São Paulo, deparou-se no bairro do Bixiga, que na época que acabara de dar luz ao Cordão Vai-Vai.
Como havia poucos instrumentos na bateria, Pé só ingressou um ano depois, em 1931, onde iniciou tocando contra-surdo e posteriormente tornou-se apitador da bateria. Com seu jeito organizador se tornou o primeiro presidente da alvinegra da Bela Vista e expulsou os maus elementos do samba, já que na época a marginalidade era forte e precisava de um grande líder. Pé brigou até com Patonágua (maior apitador dos tempos de cordão) que apesar de ser ótimo de ouvido era péssimo em disciplina. Pé Rachado se tornou uma das principais personalidades da história da alvinegra do Bixiga, e foi ele quem deu oito campeonatos ao Vai-Vai de 60 a 67, um marco histórico no carnaval de São Paulo. Ajudou a fundar a Confederação das escolas de samba e cordões e posteriormente a Federação. Além da Vai-Vai, Pé desde Minas tinha uma paixão, a Estação Primeira de Mangueira, do Rio, onde foi batuqueiro e diretor de harmonia aprendendo muito, inclusive em matéria de ritmo e desenvolvimento de carnaval.
Porém, intrigas no início dos anos 70 fizeram com que Pé nomeasse José Jambo Filho (Chiclé) como presidente em 1972, e em 1973 definitivamente se afastasse da Vai-Vai. Após este fato, Pé Rachado andou por muitas escolas com seus seguidores: em 74 desfilaram na Camisa Verde e Branco, onde foram campeões, prometendo a si próprios que montariam uma escola de samba diferente. Depois do desfile, Pé Rachado ficou um bom tempo no Rio de Janeiro, no Morro da Mangueira, em parceria do seu grande amigo Cartola, que o incentivou a fundar uma escola de samba, pois segundo ele, um grande sambista tinha que ter a sua escola.
Na noite de 7 de agosto de 1974, Pé Rachado reuniu antigos membros da Vai-Vai, além de outros sambistas da Vila Mariana, em sua casa, para fundar a escola Barroca Zona Sul, da qual também foi seu primeiro presidente até 1979, quando deixa a escola (sem maiores explicações). Posteriormente tornou-se diretor de harmonia na Estação Primeira de Mangueira.
Já falecido, foi homenageado em sessão da Câmara Municipal de São Paulo em 2013, por ocasião do centenário de seu nascimento.